# جمهورية ليمكو
جمهورية ليمكو-روسين الشعبية (Lemko Руска Народна Република Лемків)، وغالبا ما تُعرف باسم جمهورية ليمكو-روسين أو جمهورية ليمكو، كانت دولة لم تدم طويلًا تأسست في 5 ديسمبر 1918 في أعقاب الحرب العالمية الأولى وحل الإمبراطورية النمساوية المجرية. تمركزت الدولة في فلورينكا، وهي قرية في جنوب شرق بولندا الحالية (على الحدود مع سلوفاكيا، جنوب وجنوب شرق نوي تارج - فلورينكا، وكرينيتسا-زدروج، وإيتويتنيكا غاوديزوف، وسانوك). ولكونها ناطقة بالروسية، فقد نوت التوحيد مع روسيا الديمقراطية وعارضت الاتحاد مع جمهورية غرب أوكرانيا الشعبية. ثبت أن الاتحاد مع روسيا مستحيل، لذا حاولت الجمهورية الانضمام إلى روثينيا الكارباتية كمقاطعة ذاتية الحكم لتشيكوسلوفاكيا. لكن هذا عارضه حاكم روثينيا الكارباتية، غريغوري زاتكوفيتش.
ترأس الجمهورية ياروسلاف كاكمارسيك كرئيس للمجلس الوطني المركزي. انتهت الدولة من قبل الحكومة البولندية مارس 1920. تم إنهاء مصيرها من قبل معاهدة سان جرمان في سبتمبر 1919 والتي أعطت غاليسيا غرب سان لبولندا ومن قبل معاهدة ريغا في مارس 1921 حيث اعترفت موسكو بالأمر الواقع.
لا ينبغي الخلط بين هذه الدولة وجمهورية كومانكزا بشرق ليمكيفتشينا وهي جمهورية أخرى قصيرة العمر. كانت هذه دولة أصغر مؤيدة لأوكرانيا وقد كانت موجودة بين نوفمبر 1918 و23 يناير 1919.

## الإقليم

خريطة توضح الوحدات الإدارية البولندية التي يسكنها الليمكو (باللون الأصفر)

في 5 ديسمبر 1918، أصدر مندوبو الجمهورية البيان: «نحن، أمة روسين، نعيش في مستوطنة صغيرة في الأجزاء الجنوبية من الوحدات الإدارية الجاليكية في نوي تارغ وفي سانوك. لا نرغب في إدراجنا في الدولة البولندية، ونتمنى مشاركة مصير إخواننا الروسين [الذين يعيشون] في مقاطعات سبيش، وشاريش، وزيمبلين كوحدة جغرافية وإثنوغرافية واحدة لا تتجزأ».

## روابط خارجية
- تاريخ جمهورية ليمكو روسين
- بول ر. Magocsi مقالة عن جمهورية Lemko
- (بالبولندية) Ćmiech، Andrzej (14 نوفمبر 2008). "Państwo w państwie Ruska Ludowa Republika Łemków" [State of the state]. Gazeta Gorlicka. مؤرشف من الأصل في 2016-10-20. اطلع عليه بتاريخ 2010-05-24.